# アントニー
アントニー（フランス語: Antony）は、フランス、イル＝ド＝フランス地域圏のオー＝ド＝セーヌ県にある都市でアントニー郡の郡庁所在地。

## 地理
パリの南に位置する。セーヌ川の支流ビエーヴル川が流れる。2000年以上前から南北の主要道が通じる、重要な交差点上にあった。県の南端にあるため、エソンヌ県、オー＝ド＝セーヌ県、ヴァル＝ド＝マルヌ県と接している。

## 歴史
アントニーの歴史は、ガロローマ時代にまでさかのぼる。フランソワ1世によるパリからオルレアンまでの道路建設および19世紀の鉄道の開通に伴い、パリから人口が流入、都市化が進む。最初の人口増加は、当時の市長オーギュスト・ムニエの指揮によるもので、彼が1914年に就任した当時は4000人あまりであった人口が、1940年に退任した頃には20000人を突破していた。
1944年8月24日、アントニーはセーヌ県で最も早くにフィリップ・ルクレール将軍率いる自由フランス軍第2機甲師団によって解放された。
第2期の人口増加は、フランス領アルジェリアからの帰国者を収容するため、1960年代初頭に非常に早く住宅建設が進んだ結果である。1955年から1975年までの20年間で、人口は24512人から57795人となった。

## 人口統計
| 1962年 | 1968年 | 1975年 | 1982年 | 1990年 | 1999年 | 2006年 | 2011年 | 2013年 |
| ------ | ------ | ------ | ------ | ------ | ------ | ------ | ------ | ------ |
| 46483  | 56638  | 57540  | 54610  | 57771  | 59855  | 60552  | 62012  | 61727  |

参照元:1999年までEHESS、2004年以降INSEE

## 交通
- RER-B線
- オルリー空港

## 姉妹都市
- ライニッケンドルフ（ドイツ）
- レキシントン（アメリカ合衆国）
- ルイシャム（イギリス）
- エレフテロポリス（ギリシア）
- スデロット（イスラエル）
- コッレーニョ（イタリア）
- プロトビノ（ロシア）
- ハマム＝リフ（チュニジア）
- オロモウツ（チェコ）

## 出身著名人
- ローラン・ラフォルグ - 数学者
- アニエス・ジャウィ - 女優
- マルク＝アントワーヌ・マチュー - 漫画家
- マデリーン・ルボー - 女優